# Daphne Wesdorp
Daphne Wesdorp (Bakkeveen, 26 juli 1997) is een Nederlandse journalist die als correspondent in Oekraïne werkt voor het Nederlands Dagblad. Ook leverde zij bijdragen aan verschillende publicaties, waaronder het Algemeen Dagblad, Getty, Popular Front, NRC, WIRED, Elsevier Weekblad en National Geographic.

## Levensloop
Voordat ze de journalistiek in ging, studeerde ze korte tijd Beeldende Kunst aan Academie Minerva in Groningen. Na haar propedeuse Journalistiek aan de Hogeschool Utrecht rondde ze in 2020 haar bachelor Culturele Antropologie af aan de Universiteit Utrecht.
In haar werk richt ze zich vooral op (post)conflicten en crises. Als dochter van een fotograaf reisde zij als fotograaf en verslaggever af naar Koerdistan, Kosovo, Irak, Israël en de Palestijnse gebieden, Oekraïne en Myanmar. Eind 2023 was er een expositie in Museum Opsterlân in Gorredijk over haar werk in Oekraïne. Met haar lens als venster toont ze de onversneden werkelijkheid en het persoonlijke verhaal.

## Erkenning
Voor haar reportages in het Nederlands Dagblad over Oekraïne en Myanmar kreeg zij De Tegel 2023 in de categorie Pionier. Haar reportages waren volgens de jury ‘moedig en met lef gemaakt’.

## Prijzen
- De Tegel 2023 (CBS Data)